# Martineziana excavaticollis
Martineziana excavaticollis är en skalbaggsart som beskrevs av Blanchard 1846. Martineziana excavaticollis ingår i släktet Martineziana och familjen Aphodiidae. Inga underarter finns listade i Catalogue of Life.